# 二條城
元離宮二條城（日语：もとりきゅうにじょうじょう）是一座位於日本京都府京都市中京區二條城町的城堡。
二條城始建於江戶時代初期慶長八年（1603年），乃江戶幕府第一代征夷大將軍德川家康作為守護京都御所以及到京都拜見天皇住宿的地方。現在是寬永元年（1624年）三代將軍德川家光擴建二條城後所見的規模。
1994年，联合国教育科学文化组织將二條城列為世界遺產中的古都京都的文化財。
狹義上，二條城是江戶時代所築起的城池。廣義上，則指第十三代室町幕府將軍足利義輝的居城、織田信長為十五代將軍足利義昭建造的城池。1573年，织田信长發兵，放逐足利义昭至河内即焚燬此城，另覓地方建筑二条御所，後來献给皇太子。以及豐臣秀吉最初於京都的居城，正名「妙顯寺城」，又稱為「二條第」。如今一般所提的二條城，是德川家康所築的二條城（朝廷則稱之為二條亭）。1867年（慶應3年），第十五代江戶幕府將軍德川慶喜，在二条城舉行「大政奉還」儀式，將政權歸還明治天皇。1871年（明治4年），二之丸御殿作為京都府廳舍。1873年（明治6年），除二之丸外，均歸陸軍省。1885年（明治18年），京都府的新廳舍完成移至新址後，二之丸御殿開始修理至1892年（明治25年）。1893年（明治26年）到1894年（明治27年），將桂宮邸本丸移築，始有本丸御殿。1915年（大正4年），大正天皇即位儀式大典於二之丸御殿舉行，並著手增建南門二之丸御殿的附屬建物。1939年，昭和天皇又將之賜給宮内省，並於隔年更名為「元離宮二條城」，正式對外開放參觀。
二條城內值得參觀的地方眾多，其中被列為國寶的二之丸御殿六棟共有33個房間，建物面積3,300平方米(1000坪)，鋪設了超過800疊的塌塌米(400坪)。

## 圖片

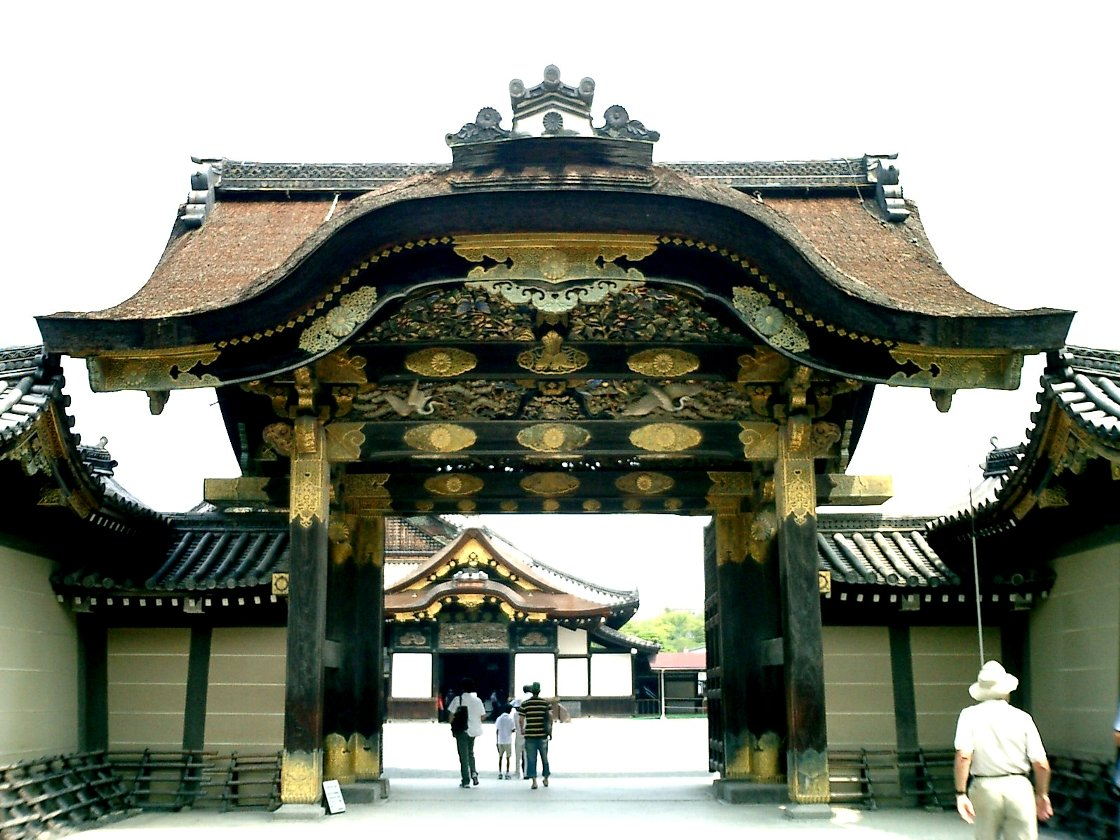
唐門
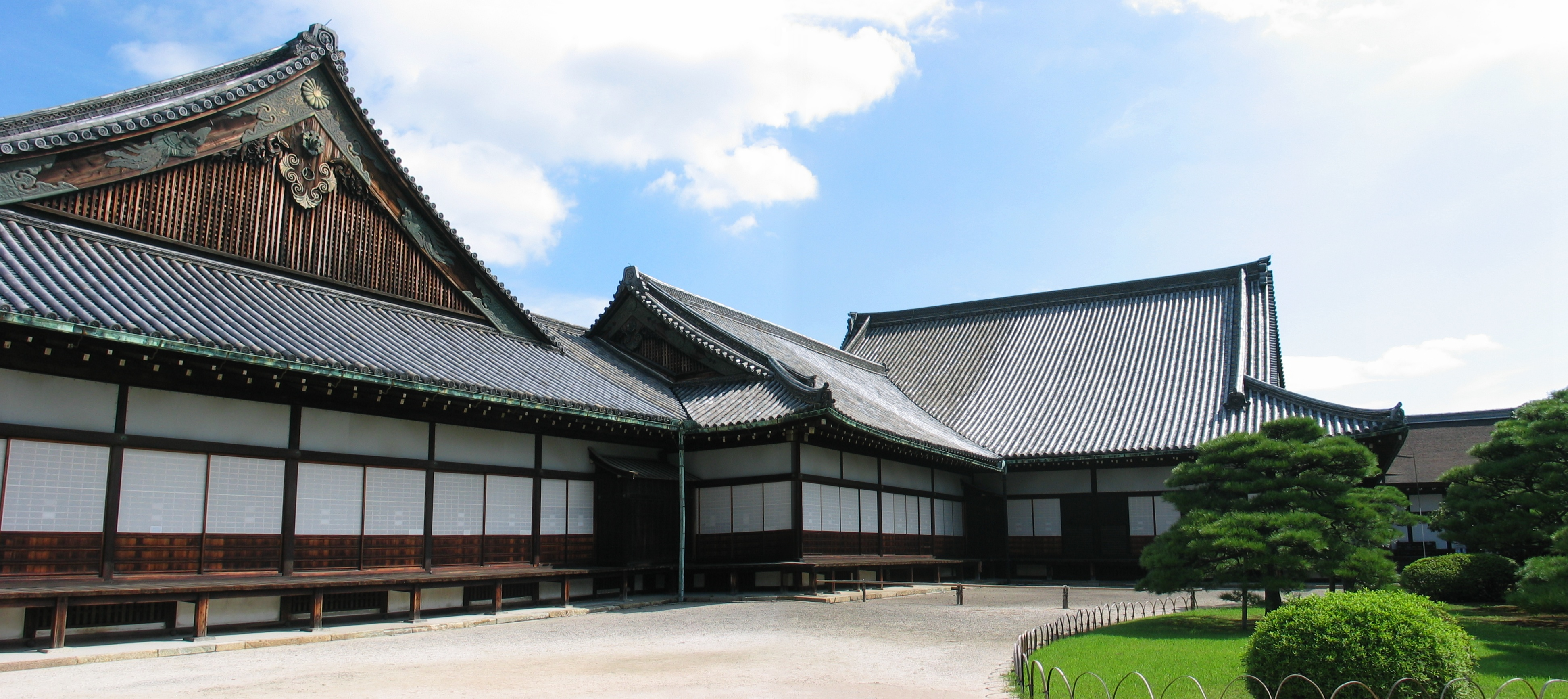
二之丸御殿庭院一侧
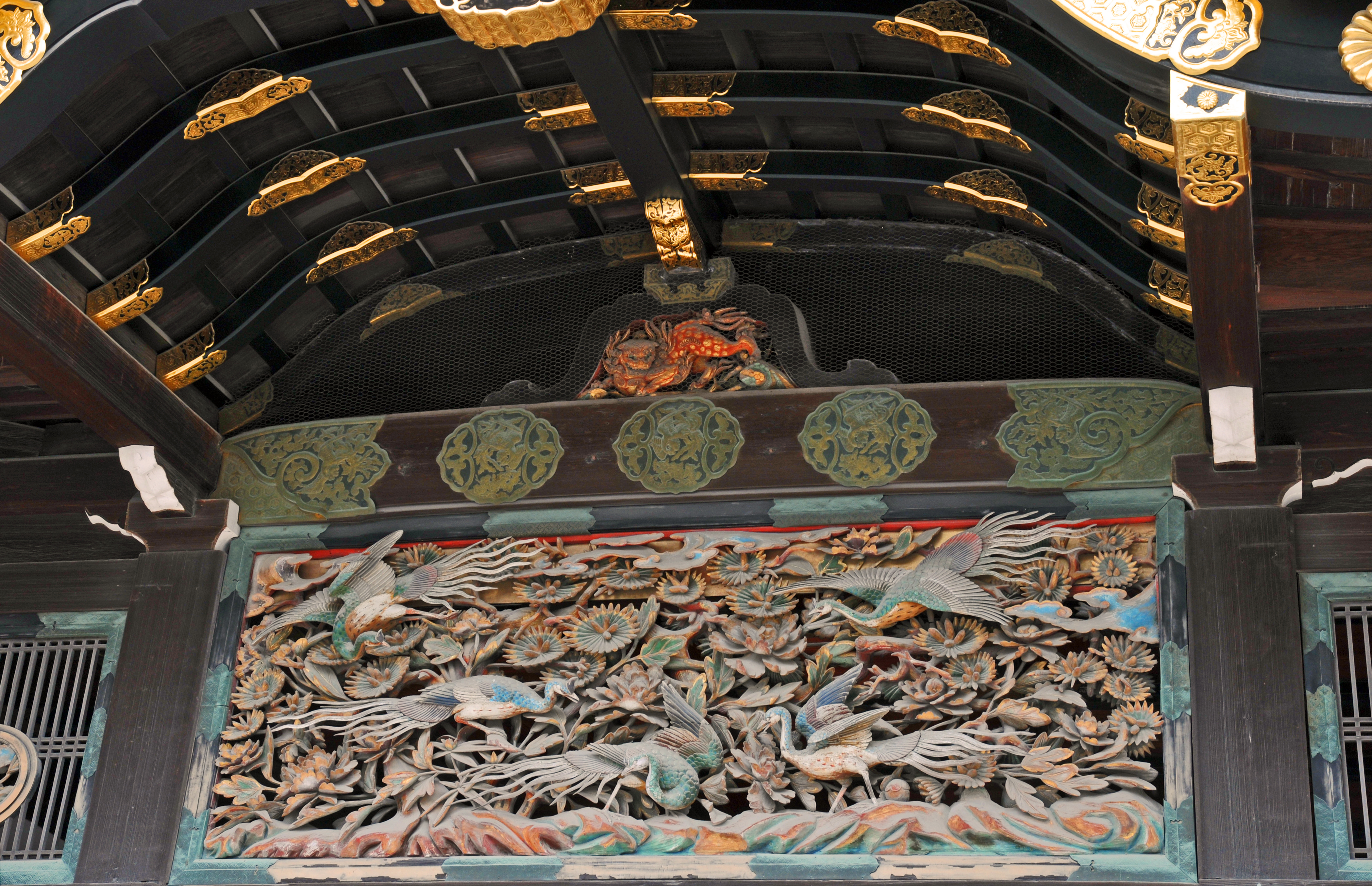
二之丸御殿玄關的雕刻
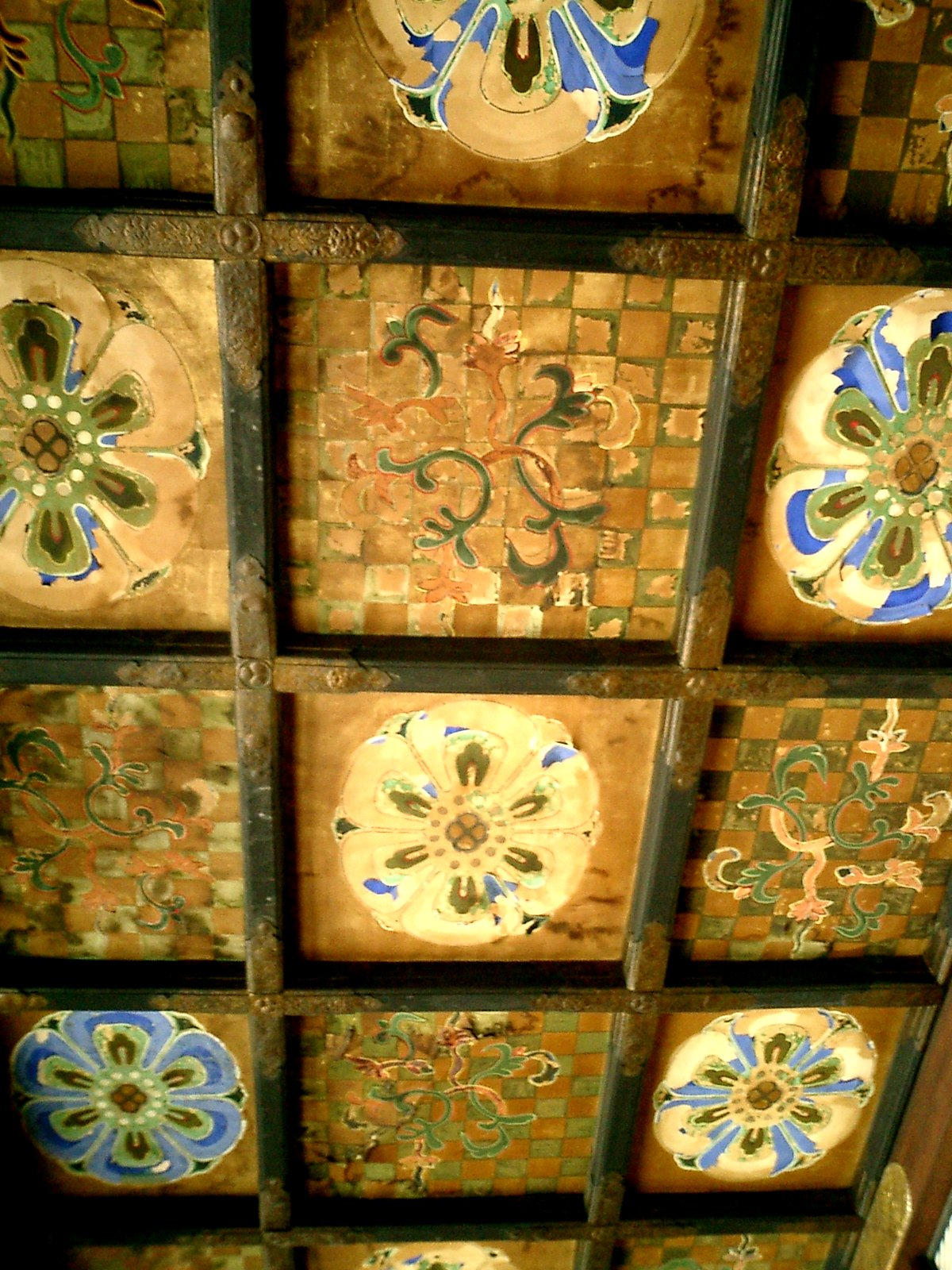
二之丸御殿的勅使之間前面廊下的藻井
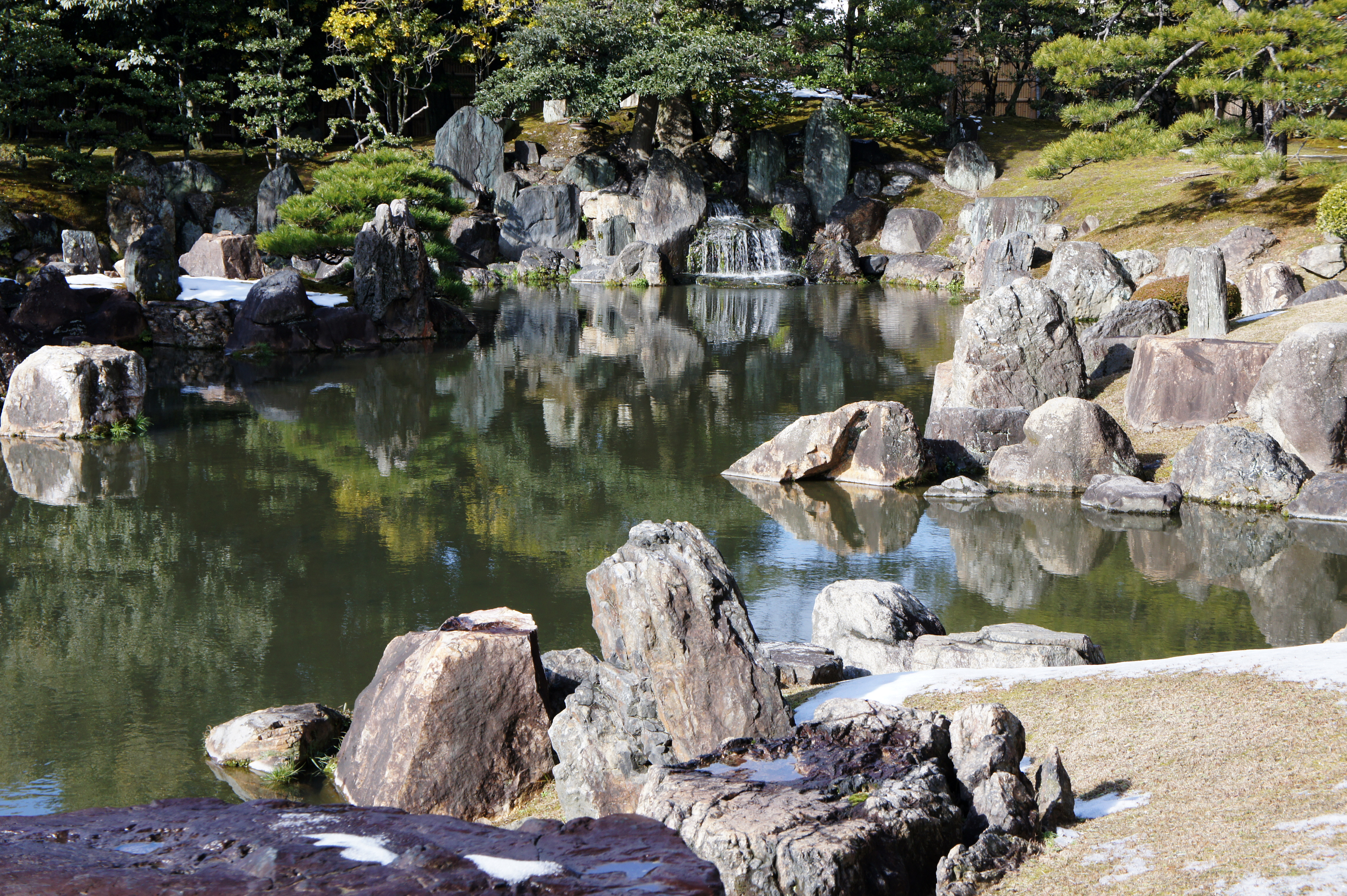
二之丸御殿的庭院
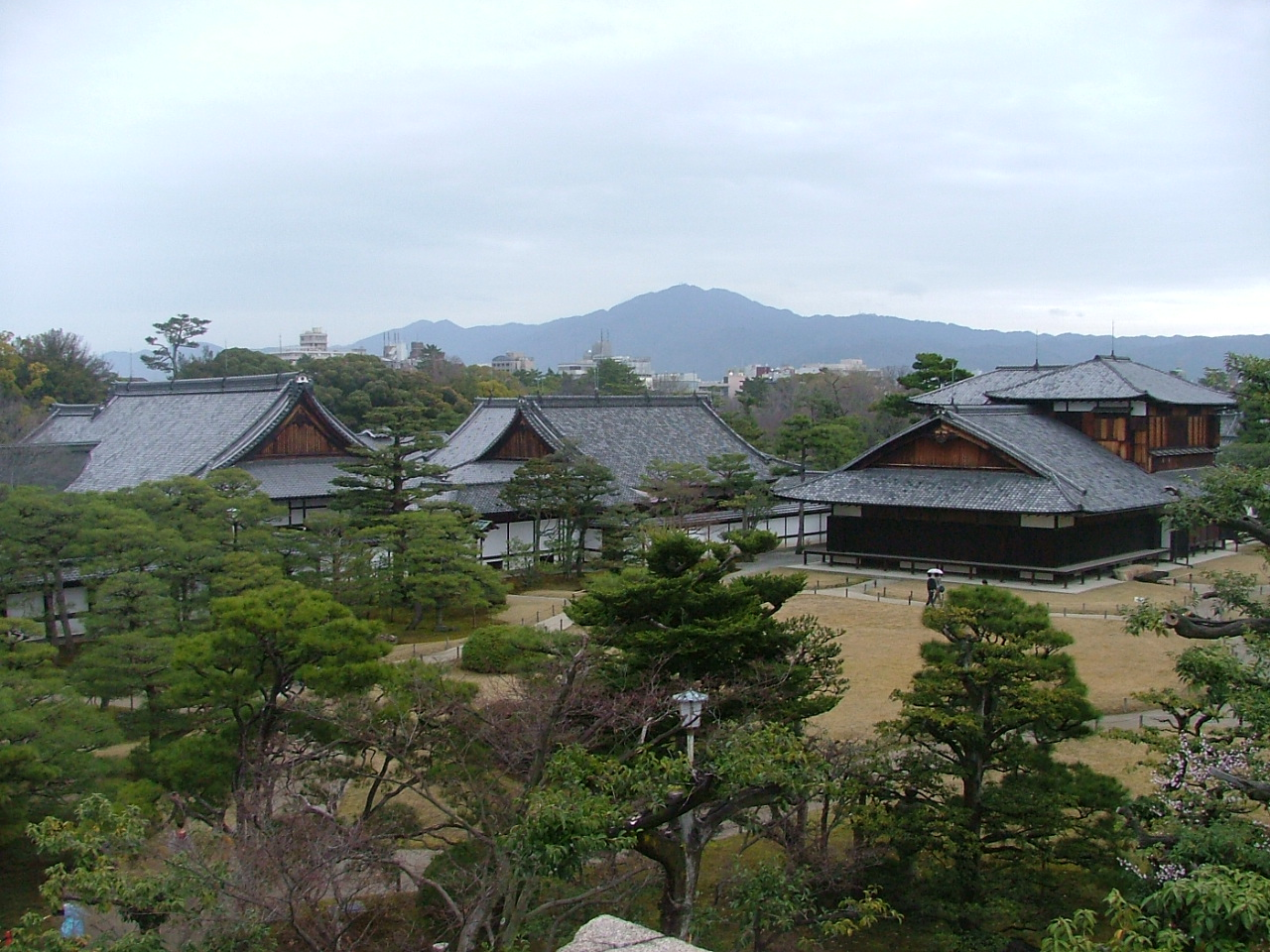
本丸御殿

## 事件
2015年底日本國寶或古蹟陸續傳出遭人潑灑類似油液的事件，至少有6府縣的24家寺院、神社的古蹟遭殃。京都和奈良為重災區，多個國寶級世界文化遺產，包括東大寺及二條城等旅遊熱點，都不能幸免。警方不排除是同一人犯案或有模仿犯，但因神社及寺院範圍廣兼保安鬆散，難以揪出噴油狂徒。
2017年4月三名台灣籍女子進入二之丸御殿，以除靈為名在多處潑撒香灰，時隔一年後在2018年4月破案。

## 外部連結
- 元離宮二條城（页面存档备份，存于）

## 毗鄰
- 二條城前站